# Корда, Себастьян
Себастья́н Ко́рда (англ. Sebastian Korda; род. 5 июля 2000, Брейдентон, США) — американский теннисист; победитель трёх турниров ATP (из них два в одиночном разряде).
В юниорах: победитель одного юниорского турнира Большого шлема в одиночном разряде (Открытый чемпионат Австралии-2018); бывшая первая ракетка мира в юниорском рейтинге.

## Общая биография
Родился в теннисной семье. Отец — теннисист Петр Корда, который побеждал на Открытом чемпионате Австралии и был второй ракеткой мира, а мать Регина Райхртова входила в топ-30 женского рейтинга. У него есть также две сестры: Джессика и Нелли, которые профессионально играют в гольф (Нелли — олимпийская чемпионка 2020 года). Корда также в детстве занимался гольфом.
Начал играть в теннис в возрасте восьми лет. Имеет прозвище Себи (англ. Sebi). Кумирами в теннисе в детстве были его отец, Радек Штепанек и Рафаэль Надаль. В честь Надаля назвал своего кота по кличке «Рафа». Любимый турнир — Открытый чемпионат США. Поклонник клуба НХЛ «Бостон Брюинз».

## Спортивная карьера

### Начало карьеры
Победитель юниорского Открытого чемпионата Австралии 2018 года в одиночном разряде.
Дебютировал в Мировом туре ATP в феврале 2018 года, получив уайлд-кард в основную сетку на домашнем для себя турнире в Нью-Йорке, уступив американцу Фрэнсису Тиафо в трёх сетах.
На Открытом чемпионате Франции 2020 года, будучи 219-й ракеткой мира, прошёл квалификацию и добрался до 4-го круга, где был разгромлен Рафаэлем Надалем (1:6, 1:6, 2:6). После матча Корда взял автограф у Надаля и назвал этот момент лучшим в своей жизни.
В начале ноября 2020 года впервые в карьере выиграл турнир серии «челленджер» в зале в немецком Эккентале, в пяти матчах проиграл только один сет.

### 2021: первая победа на турнире ATP, топ-50 рейтинга
В январе 2021 года дошёл до первого своего финала на турнире ATP 250 в Делрей-Бич. По ходу соревнования обыграл Джона Изнера и британца Кэмерона Норри. В финале уступил в двух сетах польскому теннисисту Хуберту Хуркачу.
В конце января выиграл «челленджер» в зале во французском Кемпере, при этом едва не вылетев уже в первом круге (победа на тай-брейке третьего сета со счётом 9:7). В апреле в Майами впервые в карьере дошёл до четвертьфинала на турнире серии Мастерс. По ходу турнира Корда обыграл сеянных Фабио Фоньини, Аслана Карацева и Диего Шварцмана (первая в карьере победа над игроком топ-10). В 1/4 финала Корда уступил Андрею Рублёву со счётом 5:7, 6:7(7). В конце мая победил на турнире серии ATP 250 в итальянской Парме, выиграв пять матчей подряд в двух сетах. В финале Корда обыграл Марко Чеккинато (6:2, 6:4). Корда стал первым с 2010 года американцем, выигравшим турнир уровня ATP на грунте в Европе.
На Открытом чемпионате Франции 2021 года в первом круге проиграл 24-летнему испанцу Педро Мартинесу (4:6, 2:6, 2:6).
На Уимблдоне 2021 года второй раз в карьере дошёл до 4-го круга турнира Большого шлема, обыграв 15-го сеянного Алекса де Минора и 22-го сеянного Дэна Эванса. В 4-м круге в день своего 21-летия Корда в очень упорном матче за 3 часа и 51 минуту уступил 25-й ракетке турнира Карену Хачанову (6:3, 4:6, 3:6, 7:5, 8:10). В пятом сете теннисисты за 18 геймов сделали 13 брейков. Для Корды это был первый в карьере пятисетовый матч. После Уимблдона впервые в карьере поднялся в топ-50 рейтинга.
На Открытом чемпионате США в матче первого круга против Николоза Басилашвили снялся по ходу второго сета.
На осенних турнирах ATP выступал неудачно, лишь раз сумев выиграть более одного матча. В ноябре в Милане дошёл до финала итогового турнира для молодых теннисистов, где уступил 32-й ракетке мира Карлосу Алькарасу.

### 2022: два финала турниров ATP 250, 33-е место в рейтинге

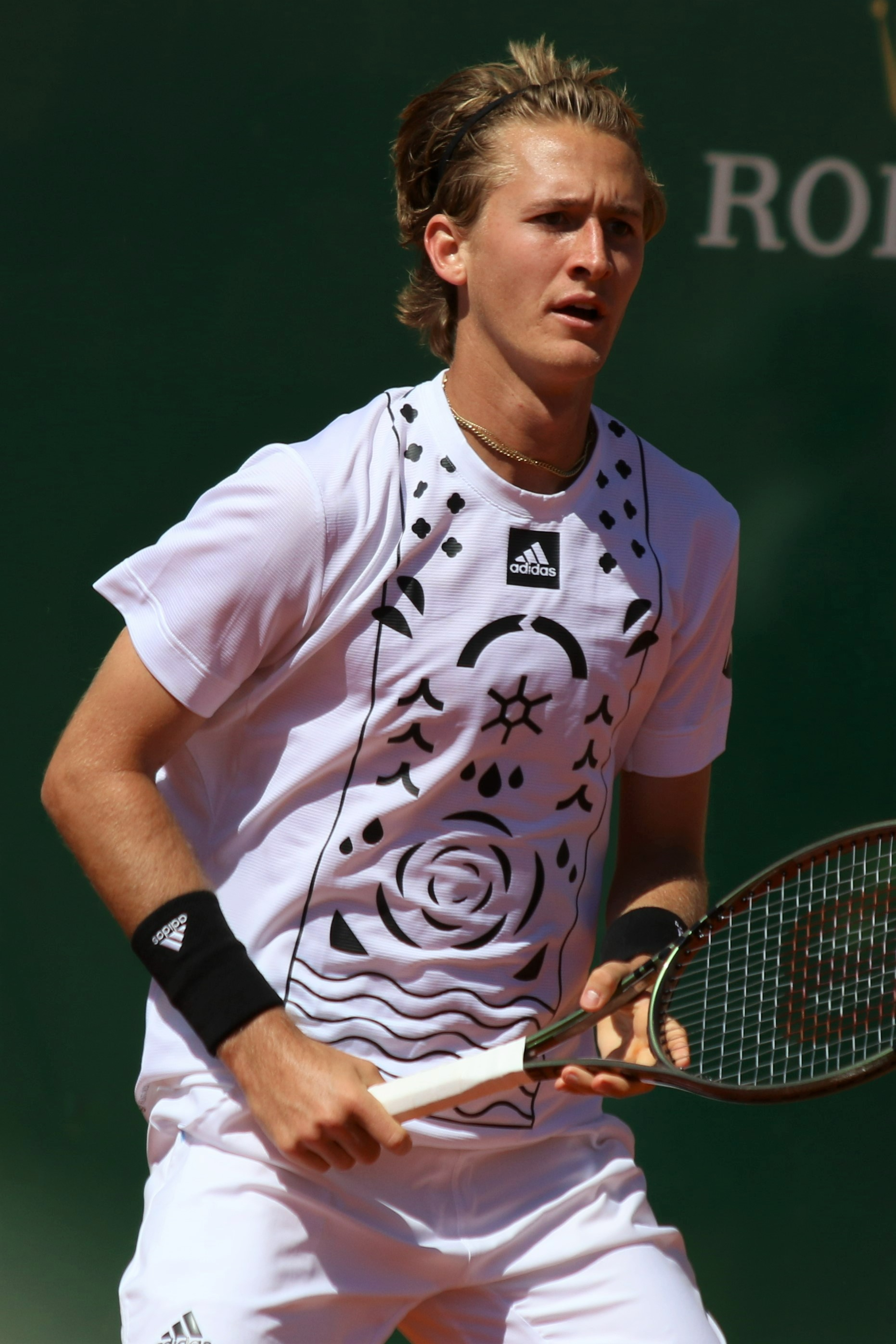
2022 год

На Открытом чемпионате Австралии дошёл до третьего круга, где проиграл в 4 сетах испанцу Пабло Карреньо Бусте.
В середине марта на Мастерсе Индиан-Уэлсе был близок к победе над Рафаэлем Надалем, Корда вёл 5-2 в третьем сете и дважды подавал на матч, но всё же уступил на тай-брейке третьего сета — 2-6, 6-1, 6-7(3)ref>Надаль отыграл две подачи на матч у американца Корды и вышел в 3-й круг в Индиан-Уэлсе. championat (13 марта 2022). Дата обращения: 20 января 2023. Архивировано 20 января 2023 года.</ref>. На турнире серии Masters в Майами во втором круге отыграл матчбол у Альберта Рамоса Виньоласа, но уже в следующем круге уступил Миомиру Кецмановичу.
В апреле на Мастерсе в Монте-Карло сумел за 3 часа сенсационно обыграть на грунте 11-ю ракетку мира Карлоса Алькараса — 7-6(2, 6-7(5), 6-3. При этом Корда уступал в начале третьего сета 0-2. В следующем матче Корда проиграл в двух сетах Тейлору Фритцу.
В конце апреля дошёл до полуфинала турнира ATP 250 в Эшториле на грунте, где в упорной борьбе уступил Фрэнсису Тиафо в трёх сетах. В начале мая поднялся на высшую в карьере 30-ю строчку рейтинга.
На Открытом чемпионате Франции Корда уверенно прошёл два круга, не отдав ни сета, но в третьем круге не смог ничего противопоставить шестой ракетке мира Карлосу Алькарасу — 4-6, 4-6, 2-6, взявшему реванш за поражение в Монте-Карло.
В июне Корда отказался от участия в Уимблдонском турнире из-за проблем со стопами.
В начале августа дошёл до 1/4 финала турнира ATP 500 на харде в Вашингтоне, где неожиданно уступил 115-й ракете мира Микаэлю Имеру (2-6, 7-5, 3-6).
На Открытом чемпионате США Корда во втором круге в пяти сетах уступил Томми Полу — 0-6, 6-3, 6-4, 3-6, 4-6.
В октябре в Хихоне на харде в зале впервые с мая 2021 года вышел в финал турнира ATP. В решающем матче Корда не смог навязать борьбу Андрею Рублёву (2-6, 3-6). На следующей неделе вновь дошёл до финала турнира ATP 250 на харде в зале, на этот раз в Антверпене, где уступил 10-й ракетке мира Феликсу Оже-Альяссиму (3-6, 4-6). Таким образом, за одну неделю Корда сыграл столько же финалов турниров ATP, сколько за всю карьеру до этого.
Сезон закончил на 33-м месте в рейтинге.

### 2023
На первом турнире года в Аделаиде Корда, не отдав ни сета, сумел дойти до финала, где встретился с Новаком Джоковичем, не знавшего поражений на территории Австралии с 2018 года. Корда взял первый сет на тай-брейке с седьмого сетбола, сам отыграв два сетбола — 7-6(8). Во втором сете у Корды был матчбол на приёме, но он упустил его, а затем и сет — 6-7(3). Третий сет остался за Джоковичем (6-4). Матч продолжался 3 часа и 9 минут.
На Открытом чемпионате Австралии Корда был посеян 29-м и впервые в карьере дошёл до 4-го раунда этого турнира, обыграв в третьем круге финалиста турниров 2021 и 2022 годов Даниила Медведева в трёх сетах. В 4-м раунде Корда в очень упорном матче переиграл 10-го сеянного Хуберта Хуркача — 3-6, 6-3, 6-2, 1-6, 7-6(10-7). Во втором сете четвертьфинала против Карена Хачанова Себастьян получил травму запястья правой руки и снялся с турнира при счёте 0-3 в третьем сете. По итогам турнира Корда поднялся на 26-е место в рейтинге.

## Рейтинг на конец года
| Год  | Одиночный рейтинг | Парный рейтинг |
| 2024 | 22                | 67             |
| 2023 | 24                | 344            |
| 2022 | 33                | 408            |
| 2021 | 41                | 189            |
| 2020 | 118               | 328            |
| 2019 | 249               | 551            |
| 2018 | 524               | 439            |
| 2017 | 846               | —              |
| 2016 | 1 851             | —              |

## Выступление на турнирах

### Финалы турнировATPв одиночном разряде (9)

#### Победы (2)
| Легенда                     |
| --------------------------- |
| Турниры Большого шлема (0)* |
| Итоговый турнир ATP (0)     |
| Мастерс (0+1)               |
| АТР 500 (1)                 |
| АТР 250 (1)                 |

| Титулы по покрытиям | Титулы по месту проведения матчей турнира |
| ------------------- | ----------------------------------------- |
| Хард (1)*           | Зал (0)                                   |
| Грунт (1+1)         | Зал (0)                                   |
| Трава (0)           | Открытый воздух (2+1)                     |
| Ковёр (0)           | Открытый воздух (2+1)                     |

* количество побед в одиночном разряде.
| №  | Дата           | Турнир         | Покрытие | Соперник в финале | Счёт        |
| 1. | 29 мая 2021    | Парма, Италия  | Грунт    | Марко Чеккинато   | 6-2 6-4     |
| 2. | 4 августа 2024 | Вашингтон, США | Хард     | Флавио Коболли    | 4-6 6-2 6-0 |

#### Поражения (7)
| №  | Дата            | Турнир                  | Покрытие   | Соперник в финале   | Счёт              |
| 1. | 13 января 2021  | Делрей-Бич, США         | Хард       | Хуберт Хуркач       | 3-6 3-6           |
| 2. | 16 октября 2022 | Хихон, Испания          | Хард (зал) | Андрей Рублёв       | 2-6 3-6           |
| 3. | 23 октября 2022 | Антверпен, Бельгия      | Хард (зал) | Феликс Оже-Альяссим | 3-6 4-6           |
| 4. | 8 января 2023   | Аделаида, Австралия (I) | Хард       | Новак Джокович      | 7-6(8) 6-7(3) 4-6 |
| 5. | 3 октября 2023  | Астана, Казахстан       | Хард (зал) | Адриан Маннарино    | 6-4 3-6 2-6       |
| 6. | 16 июня 2024    | Хертогенбос, Нидерланды | Трава      | Алекс де Минор      | 2-6 4-6           |
| 7. | 11 января 2025  | Аделаида, Австралия (2) | Хард       | Феликс Оже-Альяссим | 3-6 6-3 1-6       |

### Финалы выставочных турнировATPв одиночном разряде (1)

#### Поражение (1)
| №  | Дата           | Турнир                                        | Покрытие   | Соперник в финале | Счёт           |
| 1. | 13 ноября 2021 | Финал ATP среди теннисистов не старше 21 года | Хард (зал) | Карлос Алькарас   | 3-4(5) 2-4 2-4 |

### Финалы турнировATPв парном разряде (2)

#### Победа (1)
| №  | Дата       | Турнир          | Покрытие | Партнёр в финале | Соперник в финале         | Счёт       |
| 1. | 4 мая 2024 | Мадрид, Испания | Грунт    | Джордан Томпсон  | Ариэль Беар Адам Павласек | 6-3 7-6(7) |

#### Поражение (1)
| №  | Дата          | Турнир           | Покрытие | Партнёр в финале | Соперник в финале          | Счёт    |
| 1. | 15 марта 2025 | Индиан-Уэлс, США | Хард     | Джордан Томпсон  | Марсело Аревало Мате Павич | 3-6 4-6 |

## История выступлений на турнирах
По состоянию на 9 июня 2025 года
Для того, чтобы предотвратить неразбериху и удваивание счета, информация в этой таблице корректируется только по окончании турнира или по окончании участия там данного игрока.
| Турнир                       | 2018  | 2019  | 2020          | 2021          | 2022          | 2023  | 2024  | 2025  | Итог   | В/П за карьеру |
| ---------------------------- | ----- | ----- | ------------- | ------------- | ------------- | ----- | ----- | ----- | ------ | -------------- |
| Турниры Большого шлема       |       |       |               |               |               |       |       |       |        |                |
| Открытый чемпионат Австралии | -     | K1    | -             | -             | 3Р            | 1/4   | 3Р    | 2Р    | 0 / 4  | 9-4            |
| Открытый чемпионат Франции   | -     | -     | 4Р            | 1Р            | 3Р            | 2Р    | 3Р    | 3Р    | 0 / 6  | 10-6           |
| Уимблдонский турнир          | -     | -     | НП            | 4Р            | -             | 1Р    | 1Р    |       | 0 / 3  | 3-3            |
| Открытый чемпионат США       | K2    | K1    | 1Р            | 1Р            | 2Р            | 1Р    | 2Р    |       | 0 / 5  | 2-5            |
| Итог                         | 0 / 0 | 0 / 0 | 0 / 2         | 0 / 3         | 0 / 3         | 0 / 4 | 0 / 4 | 0 / 2 | 0 / 18 |                |
| В/П в сезоне                 | 0-0   | 0-0   | 3-2           | 3-3           | 5-3           | 5-4   | 5-4   | 3-2   |        | 24-18          |
| Турниры Мастерс              |       |       |               |               |               |       |       |       |        |                |
| Индиан-Уэлс                  | K1    | -     | НП            | 2Р            | 2Р            | -     | 3Р    | 2Р    | 0 / 4  | 2-4            |
| Майами                       | -     | -     | НП            | 1/4           | 3Р            | -     | 3Р    | 1/4   | 0 / 4  | 10-4           |
| Монте-Карло                  | -     | -     | НП            | -             | 3Р            | -     | 2Р    | 1Р    | 0 / 3  | 3-3            |
| Мадрид                       | -     | -     | НП            | K1            | 2Р            | 2Р    | 3Р    | 3Р    | 0 / 4  | 3-4            |
| Рим                          | -     | -     | -             | -             | 1Р            | 2Р    | 3Р    | 3Р    | 0 / 4  | 2-4            |
| Торонто/Монреаль             | -     | -     | НП            | -             | -             | 2Р    | 1/2   |       | 0 / 2  | 4-2            |
| Цинциннати                   | -     | K1    | 1Р            | 2Р            | 3Р            | 1Р    | 1Р    |       | 0 / 5  | 3-5            |
| Шанхай                       | -     | -     | Не проводился | Не проводился | Не проводился | 1/2   | -     |       | 0 / 1  | 4-1            |
| Париж                        | -     | -     | -             | 3Р            | 1Р            | 1Р    | -     |       | 0 / 3  | 2-3            |
| Статистика за карьеру        |       |       |               |               |               |       |       |       |        |                |
| Проведено финалов            | 0     | 0     | 0             | 2             | 2             | 2     | 2     | 1     |        | 9              |
| Выиграно турниров АТП        | 0     | 0     | 0             | 1             | 0             | 0     | 1     | 0     |        | 2              |
| В/П: всего                   | 0-1   | 0-0   | 3-3           | 31-18         | 34-22         | 26-16 | 31-19 | 11-10 |        | 136-89         |
| Σ % побед                    | 0 %   | -     | 50 %          | 63 %          | 61 %          | 62 %  | 62 %  | 52 %  |        | 60,4 %         |

К — проигрыш в квалификационном турнире.

## Победы над теннисистами из топ-10
По состоянию на 9 июня 2025 года
- У Корды рекорд 9-19 против игроков, которые на момент проведения матча входили в топ-10.

| Сезон | 2020 | 2021 | 2022 | 2023 | 2024 | 2025 | Всего |
| Побед | 0    | 2    | 1    | 3    | 2    | 1    | 9     |

| №    | Игрок                 | Рейтинг | Турнир                       | Покрытие | Этап       | Счёт                | Рейтинг Корды |
| ---- | --------------------- | ------- | ---------------------------- | -------- | ---------- | ------------------- | ------------- |
| 2021 |                       |         |                              |          |            |                     |               |
| 1.   | Диего Шварцман        | 9       | Майами, США                  | Хард     | 4-й раунд  | 6-3, 4-6, 7-5       | 87            |
| 2.   | Роберто Баутиста Агут | 10      | Халле, Германия              | Трава    | 1-й раунд  | 6-3, 7-6(0)         | 52            |
| 2022 |                       |         |                              |          |            |                     |               |
| 3.   | Феликс Оже-Альяссим   | 10      | Кашкайш, Португалия          | Грунт    | 1/4 финала | 6-2, 6-2            | 37            |
| 2023 |                       |         |                              |          |            |                     |               |
| 4.   | Даниил Медведев       | 8       | Открытый чемпионат Австралии | Хард     | 3-й раунд  | 7-6(7), 6-3, 7-6(4) | 31            |
| 5.   | Фрэнсис Тиафо         | 10      | Лондон, Великобритания       | Трава    | 2-й раунд  | 7-6(2), 6-3         | 32            |
| 6.   | Даниил Медведев       | 3       | Шанхай, Китай                | Хард     | 3-й раунд  | 7-6(8), 6-2         | 26            |
| 2024 |                       |         |                              |          |            |                     |               |
| 7.   | Григор Димитров       | 10      | Лондон, Великобритания       | Трава    | 2-й раунд  | 6-4, 3-6, 7-5       | 23            |
| 8.   | Александр Зверев      | 4       | Монреаль, Канада             | Хард     | 1/4 финала | 7-6(5), 1-6, 6-4    | 18            |
| 2025 |                       |         |                              |          |            |                     |               |
| 9.   | Стефанос Циципас      | 10      | Майами, США                  | Хард     | 3-й раунд  | 7-6(4), 6-3         | 25            |